# HTC Schwarz-Weiss Bonn
Der Hockey- und Tennis-Club Schwarz-Weiss Bonn e.V. ist ein Sportclub in Bonn für die Sportarten Hockey, Tennis und Padel. Mit rund 1.400 Mitgliedern gehört er zu den größten Sportvereinen der Stadt.

## Geschichte

### Beginn des Tennissports in Bonn
Der 1879 gegründete Bonner Eisclub e.V. betrieb im Winter auf seiner Anlage an der Reuterstraße eine Natureisbahn, während im Sommer auf 22 Plätzen Tennis gespielt wurde. Seit 1889 wurden im Bonner Eisclub jährliche Tennisturniere ausgetragen, die zu den bedeutendsten in Deutschland zählten und 1905 gründete sich an dieser Stelle der Lawn-Tennisverein-Bonn. Die Begeisterung an dem Sport wuchs ständig, so dass bald neue Plätze hinzukamen und ein Clubhaus, das heutigen Haus der Jugend, errichtet wurde. 1911 stiftete der Bonner Eisclub im Zuge seiner Auflösung das Gelände der Stadt Bonn. Durch den Ausbruch des 1. Weltkriegs fand eine mehrjährige Unterbrechung des Spielbetriebs statt, das Gelände wurde 1918 als Überwinterungsplatz für kanadische Pferde genutzt und dadurch vollständig zerstört.

### Beginn des Hockeysports in Bonn
Englische Internatsschüler der Otto-Kühne-Schule (auch Päda genannt), im Stadtbezirk Bad Godesberg, brachten 1895 das Hockeyspiel nach Bonn. Der 1903 gegründete Bonner Hockeyclub (BHC) nahm seinen Spielbetrieb auf, 1905 wurde der Rheinische Hockeyverband und 1909 der Deutsche Hockey-Bund im heutigen Hotel Königshof gegründet. Im selben Jahr fand auch das erste internationale Hockeyturnier in Bonn statt. Bonn war bis zum Ersten Weltkrieg eine Hochburg des Hockeysports und erkämpfte sich zweimal den Silberschild, damals vergleichbar einer deutschen Meisterschaft.

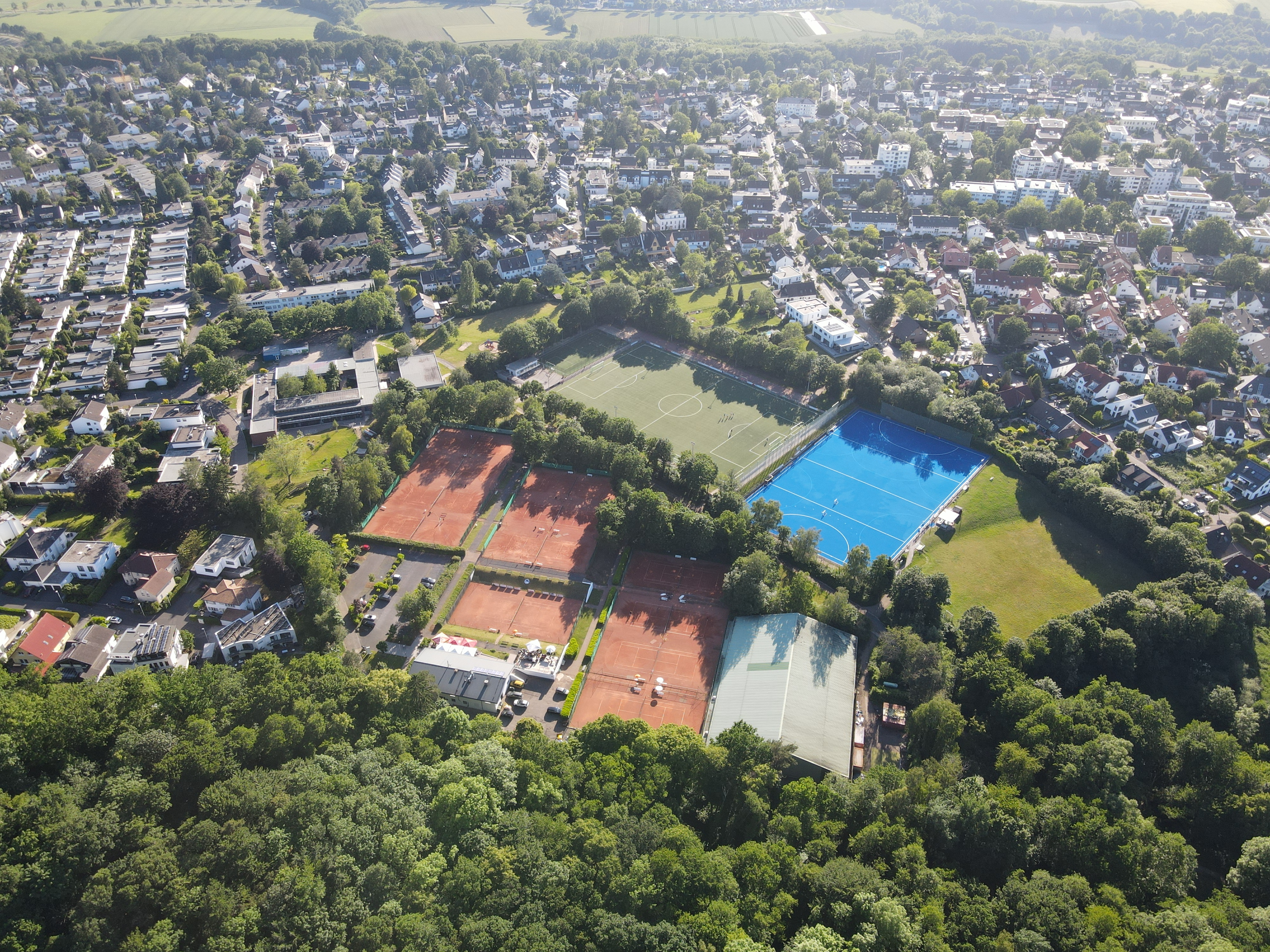
Vereinsanlage auf dem Bonner Venusberg

### Entwicklung der Sportarten Tennis und Hockey nach dem Ersten und Zweiten Weltkrieg
Die Glanzzeiten der beiden Sportarten wurden durch den Ersten Weltkrieg jäh unterbrochen. 1919 kam es zur Fusion zwischen dem Lawn-Tennisverein-Bonn und dem Bonner Hockeyclub, jetzt unter dem Namen Bonner THV. Im Frühjahr 1920 gründete Mitglieder des Bonner Fußball Vereins eine Hockeyabteilung, die schon bald Mitglied im Westdeutschen Hockeyverband wurde. Auch eine Tennisabteilung wurde 1920 ins Leben gerufen. Kurz vor Beginn des Zweiten Weltkrieges schlossen sich Hockey- und Tennisabteilung unter dem Namen Bonner THC Schwarz-Weiß (BTHC) im BFV zusammen. Mit Kriegsbeginn wurde der Spielbetrieb allerdings wieder eingestellt. Nach Kriegsende waren die Sportanlagen in der Gronau und an der Reuterstraße zerstört. 1947 wurde der Spielbetrieb auf drei Tennisplätze an der Reuterstraße wieder aufgenommen, die Hockeyabteilung spielte auf städtischen Plätzen. 1949 erkannte man, dass die Fußballabteilung des BFV einen zunehmend hohen Finanzbedarf haben würde und so die Unterstützung anderer Abteilungen immer stärker in den Hintergrund treten würde. Infolgedessen gründeten am 13. August 1949 ca. 30 Mitglieder der Tennis- und Hockeyabteilungen im Sternhotel am Marktplatz den Bonner Tennis Hockey Club Schwarz-Weiß e.V., welcher auf der ersten Jahreshauptversammlung in den noch heute gültigen Namen Hockey- und Tennis-Club Schwarz-Weiss Bonn e.V. geändert wurde.

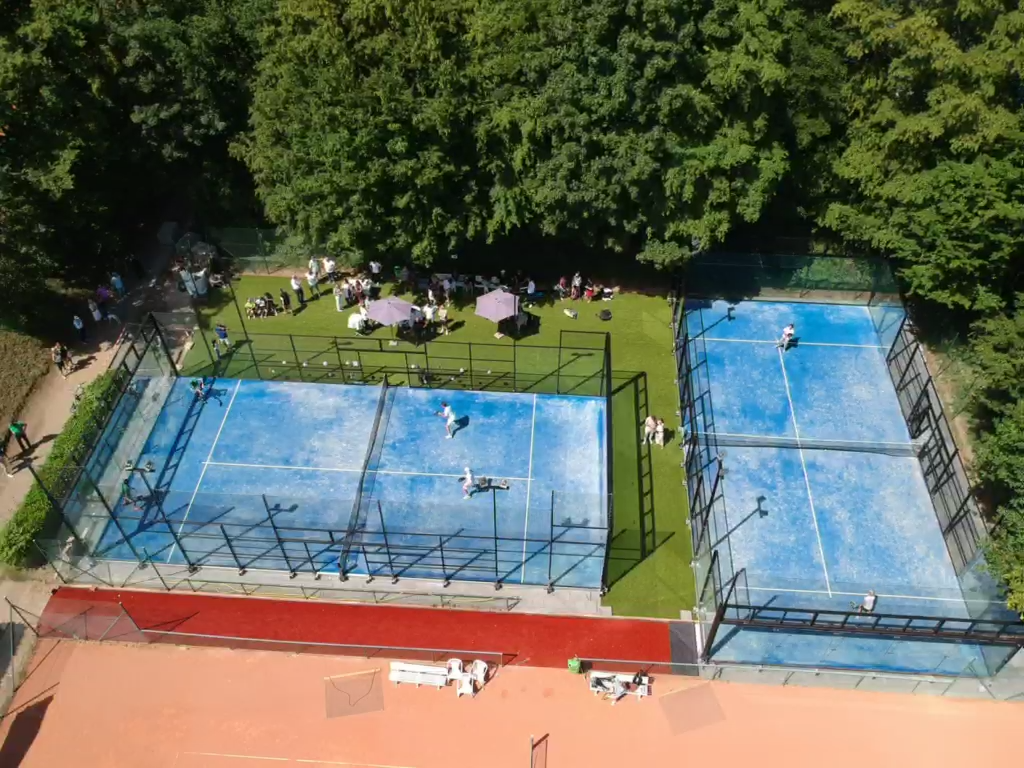
Padelplätze des HTC Schwarz-Weiss Bonn

### Gegenwart
Seit September 1970 ist der Verein auf dem Bonner Venusberg am Rande des Naturschutzgebietes Melbtal beheimatet. Auf elf Sand- und drei Hallentennisplätzen sowie einem Hockey-Kunstrasenplatz (Walter Klee Platz) und einem nebenliegenden Naturrasen-Areal finden dort sowohl Leistungs- als auch Breitensport statt. 2025 errichtete der Verein zwei Padelplätze auf seiner Anlage, welche die ersten in der Stadt Bonn waren.
Der Verein plant den Bau einer eigenen Dreifeldsporthalle in Ippendorf. Neben dem Vereinssport sollen von diesem Neubau die beiden umliegenden Grundschulen (Wald- und Engelsbachschule) profitieren.

## Sportliche Erfolge
- 1966: Deutscher Mannschaftsmeister der Herren im Tennis
- 1972: Deutscher Vizemeister in der neu gegründeten Tennis-Bundesliga (Herren)
- 1999: Einzug in das Pokal-Halbfinale der Herren (Final Four) im Hockey als bisher einziger Oberligist[4]

Liste der Davis-Cup-Spieler, die für den HTC Schwarz-Weiß Bonn gespielt haben:
- Marc-Kevin Goellner
- Jürgen Faßbender[5]
- Peter Scholl
- John Clifton
- Onny Parun

## Trivia
- Der deutsche Schauspieler Oliver Masucci verbrachte einige Zeit seiner Jugend auf dem Vereinsgelände des HTC Schwarz-Weiß Bonn, da seine Eltern die dortige Gastronomie betrieben[6].